# Killing the Dragon
| 전문가 평가      | 전문가 평가 |
| 평가 점수        | 평가 점수   |
| 출처             | 점수        |
| ---------------- | ----------- |
| AllMusic         | [ 1 ]       |
| Blender          | [ 2 ]       |
| Blabbermouth.net | (6/10)      |
| Sputnikmusic     | (3.0/5)     |

《Killing the Dragon》은 미국의 헤비 메탈 밴드 디오의 아홉 번째 스튜디오 음반이다. 2002년 5월 21일, 스핏파이어 레코드를 통해 발매되었으며, 프론트맨 로니 제임스 디오가 프로듀싱을 하였다. 이 음반은 2007년 《Magica》와 함께 2CD 패키지로 재발매되었다. 2019년 리마스터되었으며, 2020년 Killing The Dragon Tour에서 라이브로 녹음된 6곡이 수록된 음반 아트와 보너스 디스크로 재발매되었다.

## 배경
《Killing the Dragon》은 기타리스트인 더그 알드리치를 밴드에 소개한다. 그는 이전에 버닝 레인과 함께 공연했고, 이후 밴드 화이트스네이크에 합류했다. 이전의 기타리스트였던 크레이그 골디는 밴드를 떠나기 전에 몇몇 곡들을 공동 작곡했다. 그는 2004년 《Master of the Moon》으로 돌아왔다. 이 음반은 베이시스트 지미 베인이 참여한 마지막 음반이다.

## 상징주의
TV쇼 《우라늄》의 인터뷰에서, 디오는 음반 타이틀의 "드래곤"은 테크놀로지를 의미한다고 말했다. 그는 미래에 그것이 사회를 위협하는 것에 대해 우려를 표시했다. 디오는 타이틀곡에 대해 "불법행위를 저지르는 자들과 세계가 그들을 막기 위해 무엇을 하고 있는지"라고 상세히 설명했습니다. 환상의 이야기에서, 드래곤은 아이들을 훔치고 그들의 아기에게 먹이는 것으로 악명이 높았습니다. 이 노래의 첫 부분에서, 저는 '누군가가 아이를 데려갔어요'를 부릅니다. 두 번째 부분은 잔인한 봉건 영주 이야기입니다. 세 번째 부분은 '전자 농노'에 관한 것입니다.'" 그는 또한 컴퓨터가 현대 사회에서 신이 되었다는 믿음을 표현했다. "그것은 전기적인 심장을 가진 작은 신입니다. 이제는 반항을 해야 할 때입니다."

## 곡 목록
모든 곡들은 특별한 언급이 없는 한 로니 제임스 디오와 로저 베인에 의해 작사/작곡하였다.
| #   | 제목                     | 작사·작곡                 | 재생 시간 |
| --- | ------------------------ | ------------------------- | --------- |
| 1.  | 〈Killing the Dragon〉   |                           | 4:25      |
| 2.  | 〈Along Comes a Spider〉 | 더그 알드리치, 베인, 디오 | 3:32      |
| 3.  | 〈Scream〉               | 알드리치, 베인, 디오      | 5:02      |
| 4.  | 〈Better in the Dark〉   |                           | 3:43      |
| 5.  | 〈Rock & Roll〉          | 베인, 디오, 크레이그 골디 | 6:11      |
| 6.  | 〈Push〉                 | 베인, 디오, 골디          | 4:08      |
| 7.  | 〈Guilty〉               |                           | 4:25      |
| 8.  | 〈Throw Away Children〉  | 디오, 골디                | 5:35      |
| 9.  | 〈Before the Fall〉      |                           | 3:48      |
| 10. | 〈Cold Feet〉            |                           | 4:11      |